# Демихово (Рыбинский район)
Демихово — опустевшая деревня в составе Покровского сельского поселения Рыбинского района Ярославской области России.

## История
Деревня Демихова указана на плане Генерального межевания Рыбинского уезда 1792 года.

## География
Деревня находится в центре открытой равнины в междуречье Коровки и Черёмухи. Она расположена примерно в 3 км на восток от села Покров, которое стоит на реке Коровка, и на таком же расстоянии на запад от села Красная горка, расположенного на реке Черемуха. С западной стророны к деревне примыкает деревня Дружба, а примерно 500 м к юго востоку деревня Стрижово. С северной стороны деревня Глазатово, далее следует Южное кладбище города Рыбинска и Окружная дорога, расстояние до Окружной дороги — около 2 км.

## Население
| 2007 | 2010 |
| ---- | ---- |
| 0    | →0   |

## Инфраструктура
По почтовым данным в деревне 17 домов.

## Транспорт
Деревня доступна автотранспортом. 